# Rue René-Ravaud
Pour les articles homonymes, voir René Ravaud.
La rue René-Ravaud est une voie du 15e arrondissement de Paris dans le quartier de Javel.

## Situation et accès
Il ne s'agit à proprement parler d'une rue, mais d'une bretelle de sortie du périphérique, sortie Pont du Garigliano dans le sens intérieur. Elle débouche boulevard du Général-Martial-Valin (boulevard des Maréchaux), à hauteur de la station Pont du Garigliano, terminus du tramway T3a. La rue longe d'ailleurs les voies de garage des rames de cette même ligne, l'atelier Lucotte.

## Origine du nom

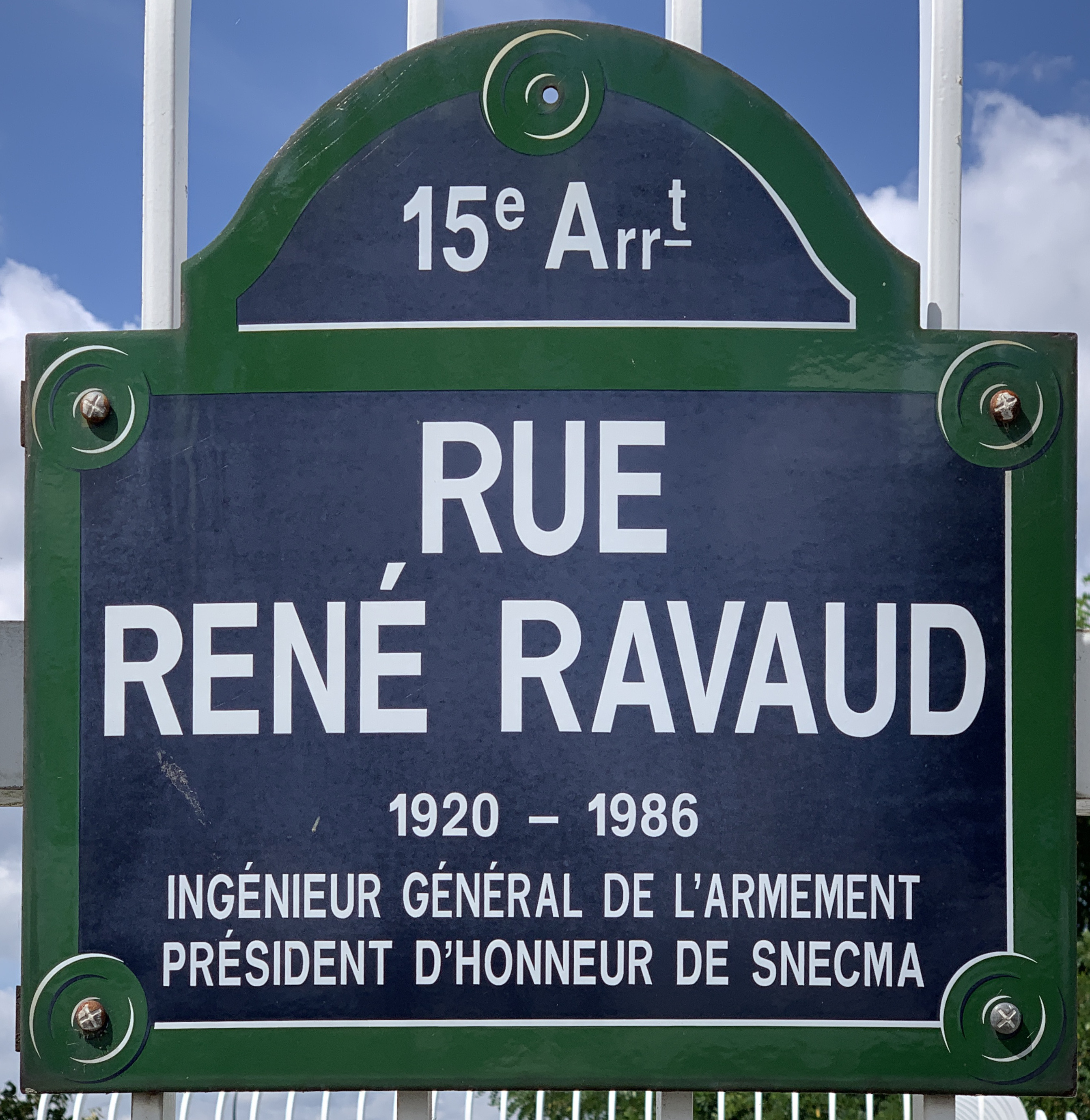
Plaque de la rue.

La rue tient son nom de René Ravaud (1920-1986), PDG de la Snecma.

## Historique
La voie est ouverte sous le nom de « rue Carlo-Sarrabezolles » et prend sa dénomination actuelle le 24 novembre 2000.